# جايسون هيل (لاعب غولف)
جايسون هيل (بالإنجليزية: Jason Hill)‏ هو لاعب غولف أمريكي، ولد في 17 يناير 1971 في دالاس في الولايات المتحدة.

## وصلات خارجية
- جايسون هيل على موقع رابطة لاعبي الغولف المحترفين (الإنجليزية)